# Campeonato Mundial de Skeleton
El Campeonato Mundial de Skeleton es la competición internacional más importante del deporte de skeleton. Es organizado desde 1989 por la Federación Internacional de Bobsleigh y Skeleton (FIBT). En el año 2000 se introdujo la competición femenina. Actualmente el campeonato se realiza cada año a excepción de los años en que se celebran los Juegos Olímpicos.
Desde la edición de 2004, en Königssee, se realizan las competiciones de todas las categorías de bobsleigh y de skeleton en la misma sede, bajo el nombre de Campeonato Mundial de Bobsleigh y Skeleton. A partir del año 2020, se disputa una competición por equipos mixtos, conformados por un piloto femenino y uno masculino.

## Palmarés

### Masculino
| Núm.   | Año  | Sede                             | Oro                             | Plata                                                     | Bronce                                                 |
| ------ | ---- | -------------------------------- | ------------------------------- | --------------------------------------------------------- | ------------------------------------------------------ |
| I      | 1982 | Sankt Moritz · ( Suiza)          | Gert Elsässer · Austria         | Nico Baracchi · Suiza                                     | Alain Wicki · Suiza                                    |
| II     | 1989 | Sankt Moritz · ( Suiza)          | Alain Wicki · Suiza             | Christian Auer · Austria                                  | Franz Plangger · Austria                               |
| III    | 1990 | Königssee ( Alemania Occidental) | Michael Grünberger · Austria    | Andy Schmid · Austria                                     | Gregor Stähli · Suiza                                  |
| IV     | 1991 | Igls · ( Austria)                | Christian Auer · Austria        | Andy Schmid · Austria                                     | Michael Grünberger · Austria                           |
| V      | 1992 | Calgary · ( Canadá)              | Bruce Sandford Nueva Zelanda    | Gregor Stähli · Suiza                                     | Christian Auer · Austria                               |
| VI     | 1993 | La Plagne ( Francia)             | Andy Schmid · Austria           | Franz Plangger · Austria                                  | Gregor Stähli · Suiza                                  |
| VII    | 1994 | Altenberg · ( Alemania)          | Gregor Stähli · Suiza           | Andy Schmid · Austria                                     | Franz Plangger · Austria                               |
| VIII   | 1995 | Lillehammer · ( Noruega)         | Jürg Wenger · Suiza             | Christian Auer · Austria                                  | Ryan Davenport · Canadá                                |
| IX     | 1996 | Calgary · ( Canadá)              | Ryan Davenport · Canadá         | Franz Plangger · Austria                                  | Christian Auer · Austria                               |
| X      | 1997 | Lake Placid ( Estados Unidos)    | Ryan Davenport · Canadá         | Jim Shea Estados Unidos                                   | Christopher Soule Estados Unidos                       |
| XI     | 1998 | Sankt Moritz · ( Suiza)          | Willi Schneider · Alemania      | Alain Wicki · Suiza                                       | Felix Poletti · Suiza                                  |
| XII    | 1999 | Altenberg · ( Alemania)          | Jim Shea Estados Unidos         | Andy Böhme · Alemania                                     | Willi Schneider · Alemania                             |
| XIII   | 2000 | Igls · ( Austria)                | Andy Böhme · Alemania           | Gregor Stähli · Suiza                                     | Alexander Müller · Austria · Jim Shea · Estados Unidos |
| XIV    | 2001 | Calgary · ( Canadá)              | Martin Rettl · Austria          | Jeffrey Pain · Canadá                                     | Lincoln DeWitt Estados Unidos                          |
| XV     | 2003 | Nagano ( Japón)                  | Jeffrey Pain · Canadá           | Christopher Soule Estados Unidos                          | Brady Canfield Estados Unidos                          |
| XVI    | 2004 | Königssee · ( Alemania)          | Duff Gibson · Canadá            | Florian Grassl · Alemania                                 | Frank Kleber · Alemania                                |
| XVII   | 2005 | Calgary · ( Canadá)              | Jeffrey Pain · Canadá           | Gregor Stähli · Suiza                                     | Duff Gibson · Canadá                                   |
| XVIII  | 2007 | Sankt Moritz · ( Suiza)          | Gregor Stähli · Suiza           | Eric Bernotas Estados Unidos                              | Zach Lund Estados Unidos                               |
| XIX    | 2008 | Altenberg · ( Alemania)          | Kristan Bromley Reino Unido     | Jon Montgomery · Canadá                                   | Frank Rommel · Alemania                                |
| XX     | 2009 | Lake Placid ( Estados Unidos)    | Gregor Stähli · Suiza           | Adam Pengilly Reino Unido                                 | Alexandr Tretiakov · Rusia                             |
| XXI    | 2011 | Königssee · ( Alemania)          | Martins Dukurs Letonia          | Alexandr Tretiakov · Rusia                                | Frank Rommel · Alemania                                |
| XXII   | 2012 | Lake Placid ( Estados Unidos)    | Martins Dukurs Letonia          | Frank Rommel · Alemania                                   | Ben Sandford Nueva Zelanda                             |
| XXIII  | 2013 | Sankt Moritz · ( Suiza)          | Alexandr Tretiakov · Rusia      | Martins Dukurs Letonia                                    | Serguei Chudinov · Rusia                               |
| XXIV   | 2015 | Winterberg · ( Alemania)         | Martins Dukurs Letonia          | Alexandr Tretiakov · Rusia                                | Tomass Dukurs Letonia                                  |
| XXV    | 2016 | Igls · ( Austria)                | Martins Dukurs Letonia          | Alexandr Tretiakov · Rusia · Yun Sung-Bin · Corea del Sur | —                                                      |
| XXVI   | 2017 | Königssee · ( Alemania)          | Martins Dukurs Letonia          | Axel Jungk · Alemania                                     | Nikita Tregubov · Rusia                                |
| XXVII  | 2019 | Whistler · ( Canadá)             | Martins Dukurs Letonia          | Nikita Tregubov · Rusia                                   | Yun Sung-Bin Corea del Sur                             |
| XXVIII | 2020 | Altenberg · ( Alemania)          | Christopher Grotheer · Alemania | Axel Jungk · Alemania                                     | Alexander Gassner · Alemania                           |
| XXIX   | 2021 | Altenberg · ( Alemania)          | Christopher Grotheer · Alemania | Alexandr Tretiakov · Rusia                                | Alexander Gassner · Alemania                           |
| XXX    | 2023 | Sankt Moritz · ( Suiza)          | Matthew Weston Reino Unido      | Amedeo Bagnis · Italia                                    | Jung Seung-Gi Corea del Sur                            |
| XXXI   | 2024 | Winterberg · ( Alemania)         | Christopher Grotheer · Alemania | Matthew Weston Reino Unido                                | Yin Zheng China                                        |
| XXXII  | 2025 | Lake Placid ( Estados Unidos)    | Matthew Weston Reino Unido      | Marcus Wyatt Reino Unido                                  | Axel Jungk · Alemania                                  |

### Femenino
| Núm.  | Año  | Sede                          | Oro                              | Plata                            | Bronce                           |
| ----- | ---- | ----------------------------- | -------------------------------- | -------------------------------- | -------------------------------- |
| I     | 2000 | Igls · ( Austria)             | Steffi Hanzlik · Alemania        | Mellisa Hollingsworth · Canadá   | Tricia Stumpf Estados Unidos     |
| II    | 2001 | Calgary · ( Canadá)           | Maya Pedersen-Bieri · Suiza      | Alexandra Coomber Reino Unido    | Tricia Stumpf Estados Unidos     |
| III   | 2003 | Nagano ( Japón)               | Michelle Kelly · Canadá          | Yekaterina Mironova · Rusia      | Tristan Gale Estados Unidos      |
| IV    | 2004 | Königssee · ( Alemania)       | Diana Sartor · Alemania          | Lindsay Alcock · Canadá          | Kerstin Jürgens · Alemania       |
| V     | 2005 | Calgary · ( Canadá)           | Maya Pedersen-Bieri · Suiza      | Noelle Pikus-Pace Estados Unidos | Michelle Kelly · Canadá          |
| VI    | 2007 | Sankt Moritz · ( Suiza)       | Noelle Pikus-Pace Estados Unidos | Maya Pedersen-Bieri · Suiza      | Katie Uhlaender Estados Unidos   |
| VII   | 2008 | Altenberg · ( Alemania)       | Anja Huber · Alemania            | Katie Uhlaender Estados Unidos   | Kerstin Jürgens · Alemania       |
| VIII  | 2009 | Lake Placid ( Estados Unidos) | Marion Trott · Alemania          | Amy Williams Reino Unido         | Kerstin Szymkowiak · Alemania    |
| IX    | 2011 | Königssee · ( Alemania)       | Marion Thees · Alemania          | Anja Huber · Alemania            | Mellisa Hollingsworth · Canadá   |
| X     | 2012 | Lake Placid ( Estados Unidos) | Katie Uhlaender Estados Unidos   | Mellisa Hollingsworth · Canadá   | Elizabeth Yarnold Reino Unido    |
| XI    | 2013 | Sankt Moritz · ( Suiza)       | Shelley Rudman Reino Unido       | Noelle Pikus-Pace Estados Unidos | Sarah Reid · Canadá              |
| XII   | 2015 | Winterberg · ( Alemania)      | Elizabeth Yarnold Reino Unido    | Jacqueline Lölling · Alemania    | Elisabeth Vathje · Canadá        |
| XIII  | 2016 | Igls · ( Austria)             | Tina Hermann · Alemania          | Janine Flock · Austria           | Yelena Nikitina · Rusia          |
| XIV   | 2017 | Königssee · ( Alemania)       | Jacqueline Lölling · Alemania    | Tina Hermann · Alemania          | Elizabeth Yarnold Reino Unido    |
| XV    | 2019 | Whistler · ( Canadá)          | Tina Hermann · Alemania          | Jacqueline Lölling · Alemania    | Sophia Griebel · Alemania        |
| XVI   | 2020 | Altenberg · ( Alemania)       | Tina Hermann · Alemania          | Marina Gilardoni · Suiza         | Janine Flock · Austria           |
| XVII  | 2021 | Altenberg · ( Alemania)       | Tina Hermann · Alemania          | Jacqueline Lölling · Alemania    | Yelena Nikitina · Rusia          |
| XVIII | 2023 | Sankt Moritz · ( Suiza)       | Susanne Kreher · Alemania        | Kimberley Bos · Países Bajos     | Mirela Rahneva · Canadá          |
| XIX   | 2024 | Winterberg · ( Alemania)      | Hallie Clarke · Canadá           | Kim Meylemans · Bélgica          | Hannah Neise · Alemania          |
| XX    | 2025 | Lake Placid ( Estados Unidos) | Kimberley Bos · Países Bajos     | Mystique Ro Estados Unidos       | Anna Fernstädt · República Checa |

### Equipo mixto
| Núm. | Año  | Sede                          | Oro                                               | Plata                                             | Bronce                                        |
| ---- | ---- | ----------------------------- | ------------------------------------------------- | ------------------------------------------------- | --------------------------------------------- |
| I    | 2020 | Altenberg · ( Alemania)       | Jacqueline Lölling · Alexander Gassner · Alemania | Jane Channell · David Greszczyszyn · Canadá       | Valentina Margaglio · Mattia Gaspari · Italia |
| II   | 2021 | Altenberg · ( Alemania)       | Tina Hermann · Christopher Grotheer · Alemania    | Jacqueline Lölling · Alexander Gassner · Alemania | Yelena Nikitina · Alexandr Tretiakov · Rusia  |
| III  | 2023 | Sankt Moritz · ( Suiza)       | Susanne Kreher · Christopher Grotheer · Alemania  | Laura Deas Matthew Weston Reino Unido             | Brogan Crowley Craig Thompson Reino Unido     |
| IV   | 2024 | Winterberg · ( Alemania)      | Hannah Neise · Christopher Grotheer · Alemania    | Tabitha Stoecker Matthew Weston Reino Unido       | Jacqueline Pfeifer · Axel Jungk · Alemania    |
| V    | 2025 | Lake Placid ( Estados Unidos) | Mystique Ro Austin Florian Estados Unidos         | Tabitha Stoecker Matthew Weston Reino Unido       | Zhao Dan Lin Qinwei China                     |

## Medallero histórico
- Actualizado a Lake Placid 2025.

| Núm. | País            | Oro | Plata | Bronce | Total |
| ---- | --------------- | --- | ----- | ------ | ----- |
| 1    | Alemania        | 20  | 11    | 13     | 44    |
| 2    | Suiza           | 7   | 7     | 4      | 18    |
| 3    | Canadá          | 7   | 6     | 7      | 20    |
| 4    | Letonia         | 6   | 1     | 1      | 8     |
| 5    | Austria         | 5   | 8     | 7      | 20    |
| 6    | Reino Unido     | 5   | 8     | 3      | 16    |
| 7    | Estados Unidos  | 4   | 7     | 9      | 20    |
| 8    | Rusia           | 1   | 6     | 6      | 13    |
| 9    | Países Bajos    | 1   | 1     | 0      | 2     |
| 10   | Nueva Zelanda   | 1   | 0     | 1      | 2     |
| 11   | Corea del Sur   | 0   | 1     | 2      | 3     |
| 12   | Italia          | 0   | 1     | 1      | 2     |
| 13   | Bélgica         | 0   | 1     | 0      | 1     |
| 14   | China           | 0   | 0     | 2      | 2     |
| 15   | República Checa | 0   | 0     | 1      | 1     |
|      | TOTAL           | 57  | 58    | 57     | 172   |